# Álvaro Salvadores
Álvaro Salvadores, né le 12 octobre 1928 à Lanco (Chili) et mort le 13 avril 2002, à Carthagène des Indes (Colombie), est un joueur espagnol-chilien de basket-ball.
Il est le frère du basketteur Luis Salvadores. Sa famille émigre au Chili en raison de la guerre civile espagnole. Il est ambassadeur du Chili en Colombie de 1986 à 1988. 